# Anders Österlin

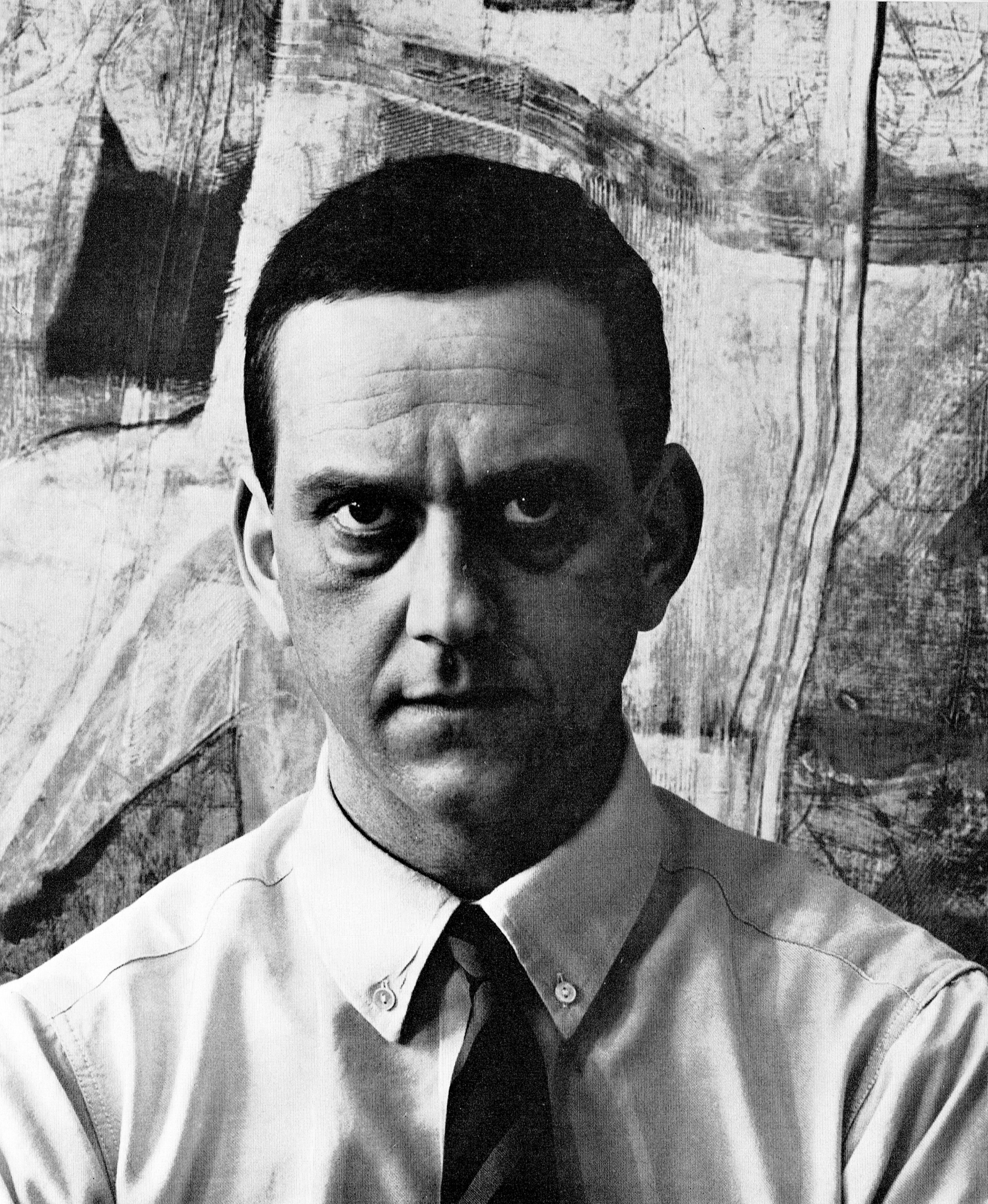
Anders Österlin 1965.

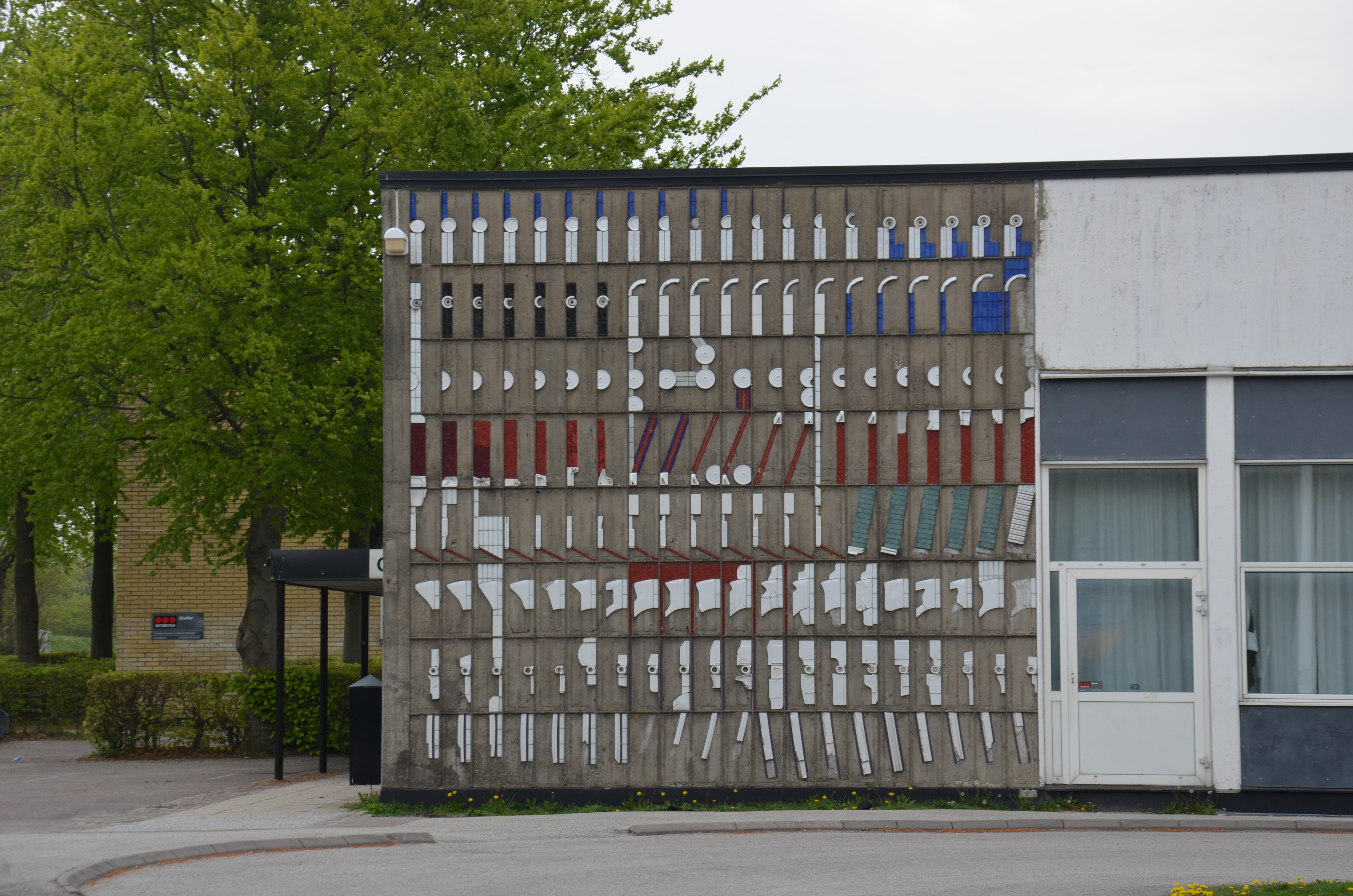
Kunstwerk van Österlin, 1966. in Lund.

Anders Österlin (Malmö, 1926 - 20 oktober 2011) is een Zweedse kunstschilder.
In 1946 richtte hij de kunstenaarsgroep Imaginisterna op, samen met Carl-Otto Hultén en Max Walter Svanberg. Deze groep werd beïnvloed door het surrealisme.
Het werk van Österlin kenmerkt zich door abstracte, maar toch herkenbare natuurlijke vormen. Er zijn invloeden van de volkskunst en van de kunstenaar Paul Klee zichtbaar. Later wordt zijn stijl strikt abstract.
Via Asger Jorn kwam hij in contact met de Nederlandse Cobra-beweging. Samen met leden van deze beweging was hij aanwezig op tentoonstellingen in 1949 te Amsterdam en in 1951 te Luik.
- Bibliothèque nationale de France: cb12500340c (data)
- Gemeinsame Normdatei: 119365693
- International Standard Name Identifier: 0000 0003 8544 1819
- KulturNav: 10d5d00f-d799-4061-8f83-802484bf76ac
- Library of Congress Control Number: n96052470
- RKD-Nederlands Instituut voor Kunstgeschiedenis: 60316
- LIBRIS: 277744
- Système universitaire de documentation: 034225609
- Union List of Artist Names: 500122318
- Virtual International Authority File: 199616744
- WorldCat: E39PBJx8Gk7PfD3XDxFYhC4KBP